# 行政院經濟安定委員會
行政院經濟安定委員會是一個曾經存在於中華民國行政院之下的財政官僚機構。

## 歷史
1951年，美國恢復給予中華民國之援助；行政院為加強中央政府與地方地府以及各機關之間關於財政經濟業務及美援運用之計劃，於同年3月成立行政院財政經濟小組委員會。
1953年7月1日，行政院會議決定將行政院與臺灣省政府各項財經審議機關加以調整，行政院訂定〈調整各項財經審議機構實施辦法〉。依〈辦法〉規定，行政院財政經濟小組委員會改組為行政院經濟安定委員會，作為財經政策的決策機構；其他財經審議機關，則將分別改組與撤銷。
1953年9月，臺灣區生產事業管理委員會遭裁撤，部分經濟決策業務移至行政院經濟安定委員會工業委員會與臺灣省政府外匯貿易審議小組，執行業務劃歸臺灣省政府各相關廳、處。1955年2月，行政院外匯貿易審議委員會成立，財政部部長徐柏園兼任首任主任委員；同時裁撤臺灣省政府外匯貿易審議小組。
1958年，因行政院經濟安定委員會之職權與經濟部、財政部部分重疊，行政院會議決定於該年7月裁撤行政院經濟安定委員會。

## 組織架構
- 秘書處：收發公文
- 第一組至第五組：主持會議、執行任務
- 工業委員會：同第一組至第五組

## 連結
- 行政院經濟安定委員會--數位典藏與數位學習國家型科技計畫 （页面存档备份，存于）
- 從美援會到經建會 （页面存档备份，存于）

## 延伸閱讀
- 余慶俊.戰後台灣財經機關演變.國立政治大學.2008 （页面存档备份，存于）